# Mummia Acaica
Mummia Acaica (35 a.C. – 3 a.C.) è stata una nobildonna romana, madre dell'imperatore romano Galba e di suo fratello maggiore Gaio.

## Biografia
Era la nipote di Quinto Lutazio Catulo e pronipote del generale Lucio Mummio Acaico. Morì poco dopo la nascita di Galba.